# Lorenzo Ghiberti

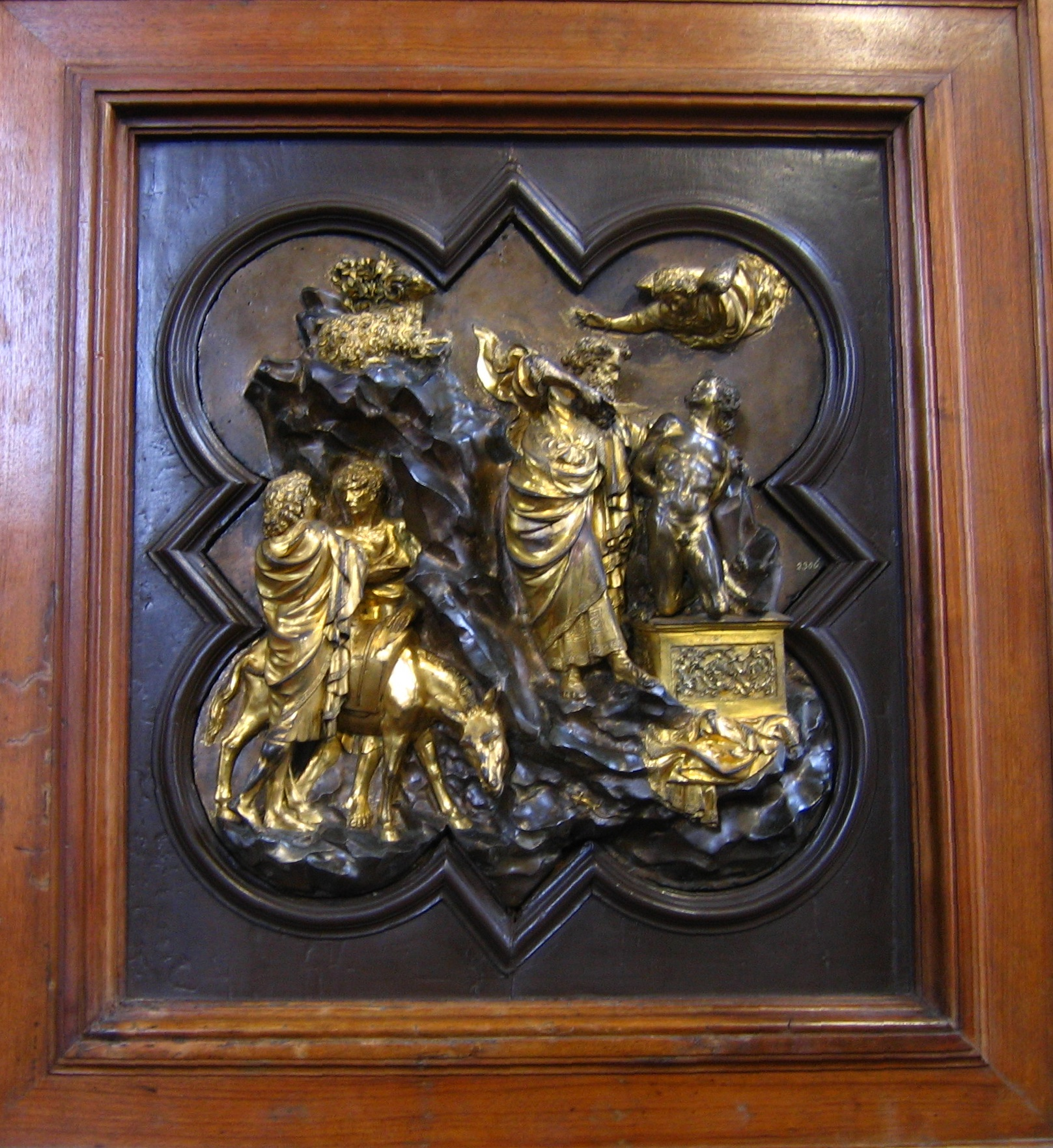
"Ofiarowanie Izaaka" z brązowych drzwi do baptysterium we Florencji

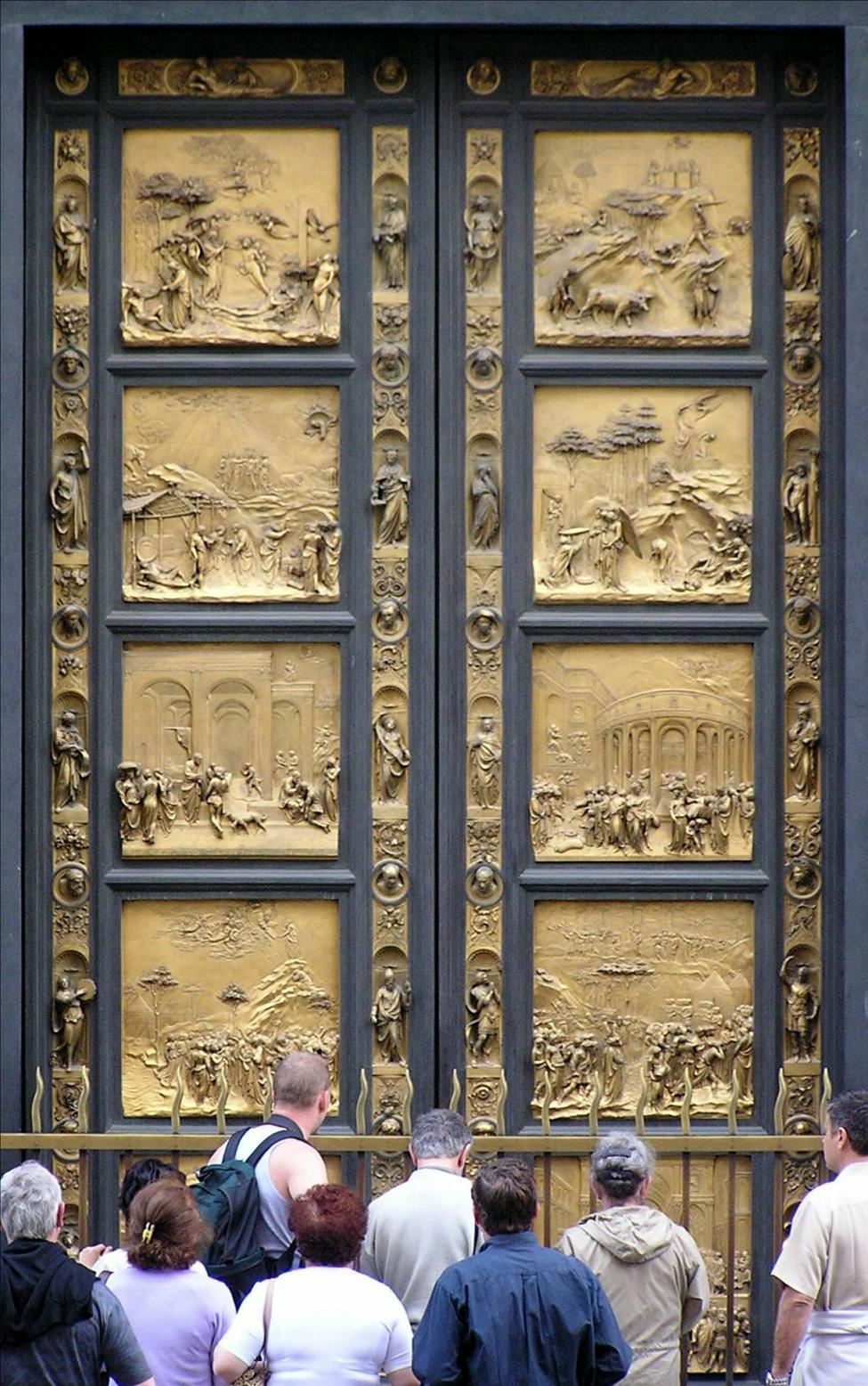
Wschodnie drzwi do baptysterium we Florencji ("Rajskie Wrota").

Lorenzo Ghiberti, właśc. Lorenzo di Bartolo (ur. ok. 1378 we Florencji, zm. 1 grudnia 1455 tamże) – florencki rzeźbiarz, złotnik i architekt, a także teoretyk sztuki. Tworzył w okresie quattrocenta.
Jako teoretyk sztuki pozostawił nieukończony 3-częściowy traktat Commentari będący podsumowaniem twórczości artystów włoskich XIV wieku.

## Drugie drzwi do baptysterium we Florencji
Drzwi Ghibertiego nazywane są "drugimi", ponieważ pierwsze wykonał w XIV wieku Andrea Pisano. W 1401 roku Ghiberti wygrał konkurs (pierwszy w dziejach historii sztuki) na projekt i wykonanie brązowych drzwi (północnych) do baptysterium przy florenckim kościele S. Maria del Fiore.
Ustalono warunki: wykonać płytę z brązu z przedstawieniem Ofiarowania Izaaka. W konkursie tym uczestniczyło siedmiu artystów, lecz zachowały tylko dwie płyty ze współzawodnictwa, autorstwa Lorenzo Ghibertiego i Filippo Brunelleschiego, wówczas bardzo młodych, zaledwie dwudziestoletnich.
Dzieło to zawierające 20 płaskorzeźb z życia Chrystusa i 8 z postaciami ewangelistów i ojców kościoła. Drzwi są złocone i pokryte dodatkowo rtęcią co nadaje im połysk. Pokazanie postaci stanowiło przełom w plastyce włoskiej jako renesansowe studium indywidualizmu postaci z rysami portretowymi oraz antykizacją draperii. Charakterystyczne jest również niemal oderwanie postaci od tła. W tle przedstawień umieszcza architekturę antyczną lub włoską ściśle wykreśloną przez perspektywę.
Ghiberti w Ofiarowaniu Izaaka buduje przedstawienie w diagonalny splot linii, bardzo wówczas nowoczesny. Figura starego Abrahama wygina się sierpowato, piękny nagi Izaak inspirowany jest już posągami klasycznymi. Pracę tę charakteryzuje płynność form i zwarta kompozycja. Skała dzieli przedstawienie na dwie części. Artysta skupia się na oddaniu napięcia towarzyszącemu temu wydarzeniu. Nie bez znaczenia dla rozstrzygnięcia konkursu był również fakt, iż płaskorzeźba Ghibertiego była znacznie lżejsza, co przy niebotycznych wówczas cenach metali kolorowych miało pewne znaczenie.
W płycie Bruneleschiego figury są modelowane w sposób twardy i suchy, nie tworzą tak integralnej kompozycji jak u Ghibertiego. Niektóre figury zdają się nie mieć związku z akcją. Główne wydarzenie jest przedstawione z dramatycznym, nieco oschłym i zbyt dosłownym napięciem które osiąga szczyt w nożu w ręku Abrahama. Linie kompozycji są pionowe i poziome, jeszcze gotyckie.

## "Rajskie Wrota"
Arte di Calimala powierzyła mu wykonanie także trzecich drzwi, wschodnich. Okazały się one tak piękne, że Michał Anioł, z pewnością sędzia niezbyt łaskawy, nazwał je sto lat później "Drzwiami Raju".